# GL Events
GL events ist ein französisches mittelständisches Geschäfts- und Unterhaltungsunternehmen, das 1978 unter dem Namen Polygones Services von Olivier Ginon und drei seiner Freunde, Olivier Roux, Gilles Gouédard-Comte und Jacques Danger, gegründet wurde. Es ist seit 1998 an der Pariser Börse notiert.

## Aktivitäten
- Veranstaltungstechnik und Logistik.
- Verwaltung von Räumen für Veranstaltungen.
- Organisation von Messen, Kongressen und Events.

GL events ist der Hauptaktionär von Lyon Olympique Universitaire.